# Рейс 2193 Pegasus Airlines
Рейс 2193 Pegasus Airlines — регулярний внутрішній пасажирський рейс з Ізміра до Стамбула в Туреччині, який здійснювала авіакомпанія Pegasus Airlines. 5 лютого 2020 року Боїнг 737—800", що виконував рейс, з'їхав зі злітно-посадкової смуги під час посадки в Стамбулі — в аеропорту імені Сабіхи Гекчен. Щонайменше троє людей загинуло, 179 людей поранено, а літак було знищено. Це перша аварія з жертвами в історії авіакомпанії. Аварія сталась менш ніж через місяць після іншої аварії Pegasus Airlines, коли Boeing 737 виїхав зі злітно-посадкової смуги в тому ж аеропорту.

## Літак
Літак був Boeing 737-86J, серійний номер 37742, реєстраційний TC-IZK. На момент катастрофи мав вік 11 років, здійснив перший політ в січні 2009 року. Раніше експлуатувався німецькою авіакомпанією Air Berlin (нині не працює), у травні 2016 року був куплений Pegasus. До катастрофи Pegasus планувала відкликати цей літак після закінчення строку лізингу, оскільки було заплановано повний перехід флоту на літаки Airbus.

## Катастрофа
Рейс 2193 здійснювався з аеропорту Ізмір Аднан Мендерес до Стамбулу без інцидентів. Приблизно о 18:30 за місцевим часом літак спробував приземлитися в аеропорту Стамбула імені Сабіхи Гекчен під час сильного дощу та вітру. Фронт із сильними поривами вітру на момент аварії саме проходив через цей район.
Міністр транспорту Туреччини назвав аварію «грубою посадкою», літак не зміг вчасно зупинитись на ЗПС. Він з'їхав із злітно-посадкової смуги, злетів до яру та врізався в огорожу, розвалившись на три частини, при цьому передня секція фюзеляжу особливо пошкодилася. Пасажири змогли покинути літак через дірки між відірваними секціями фюзеляжу. Почалась пожежа, яку згодом загасили.

## Постраждалі
Міністр охорони здоров'я Туреччини заявив, що троє пасажирів загинули, а 179 пасажирів були доставлені в місцеві лікарні з травмами. Українців серед пасажирів рейсу не було.